# ماشتا
شهر ماشتا (به سوئدی: Märsta) در ناحیه شهری سیگتونا در کشور سوئد واقع شده‌است. جمعیت این شهر ۳۰۸۴٫۹۲  نفر است.

## نگارخانه

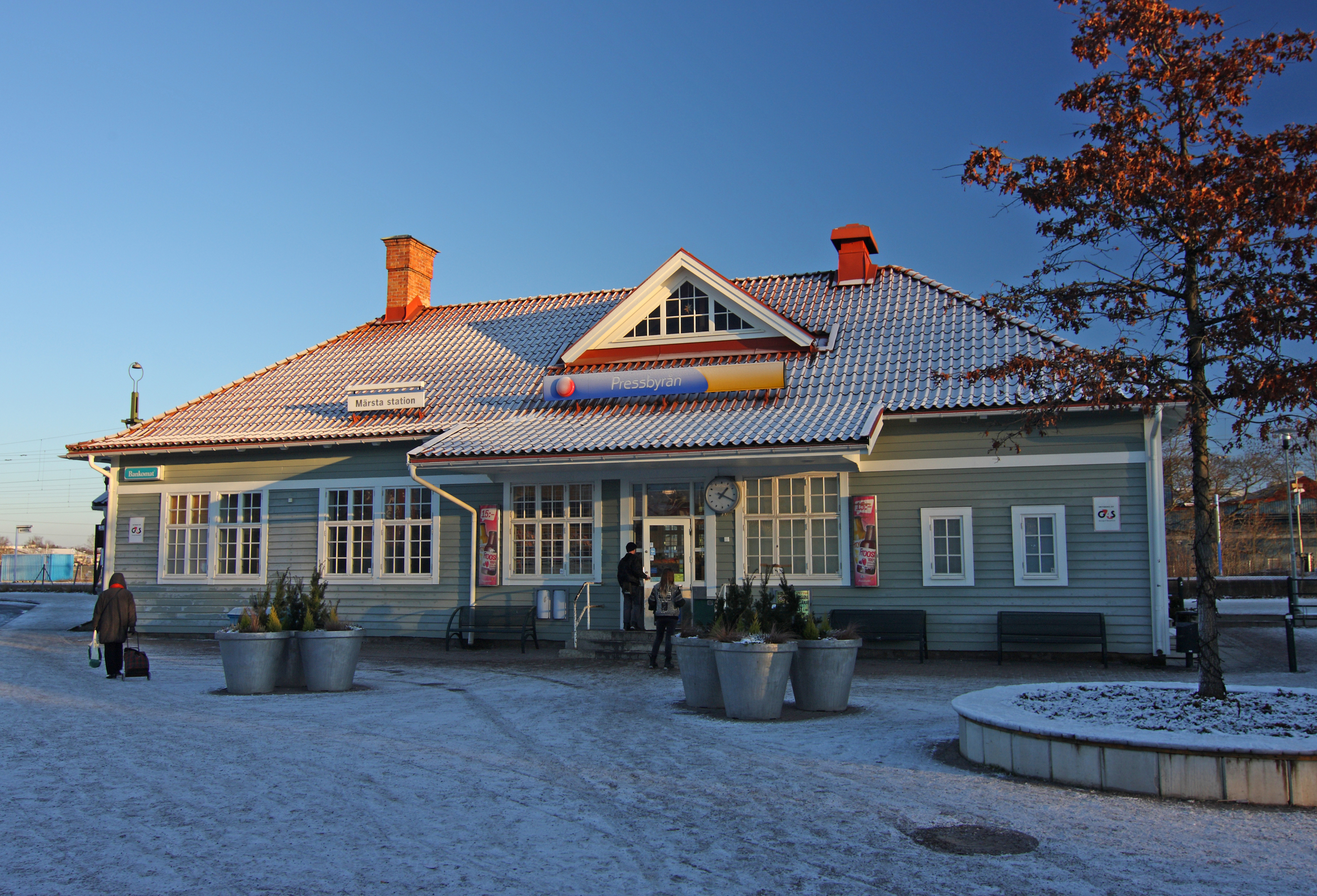
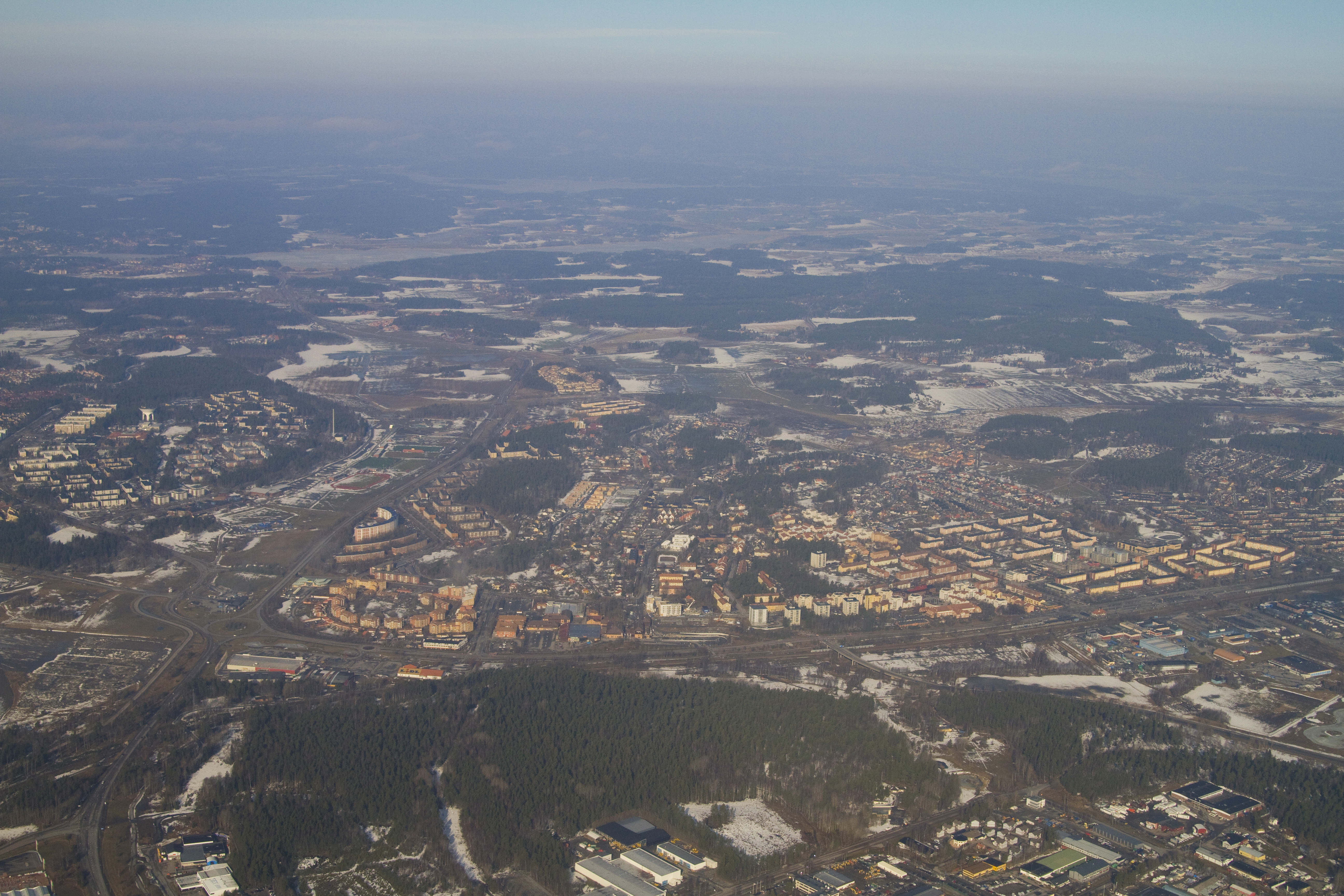
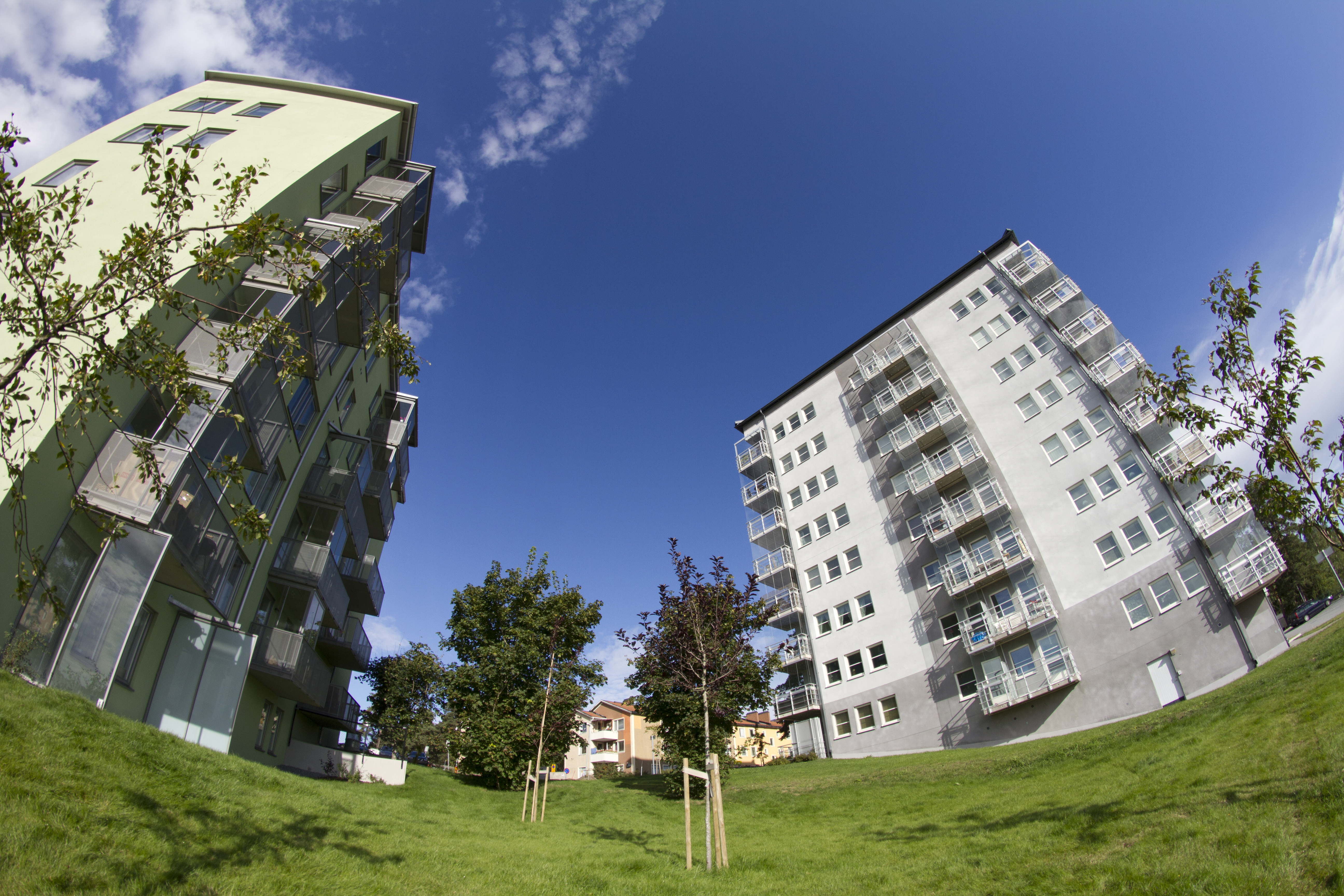
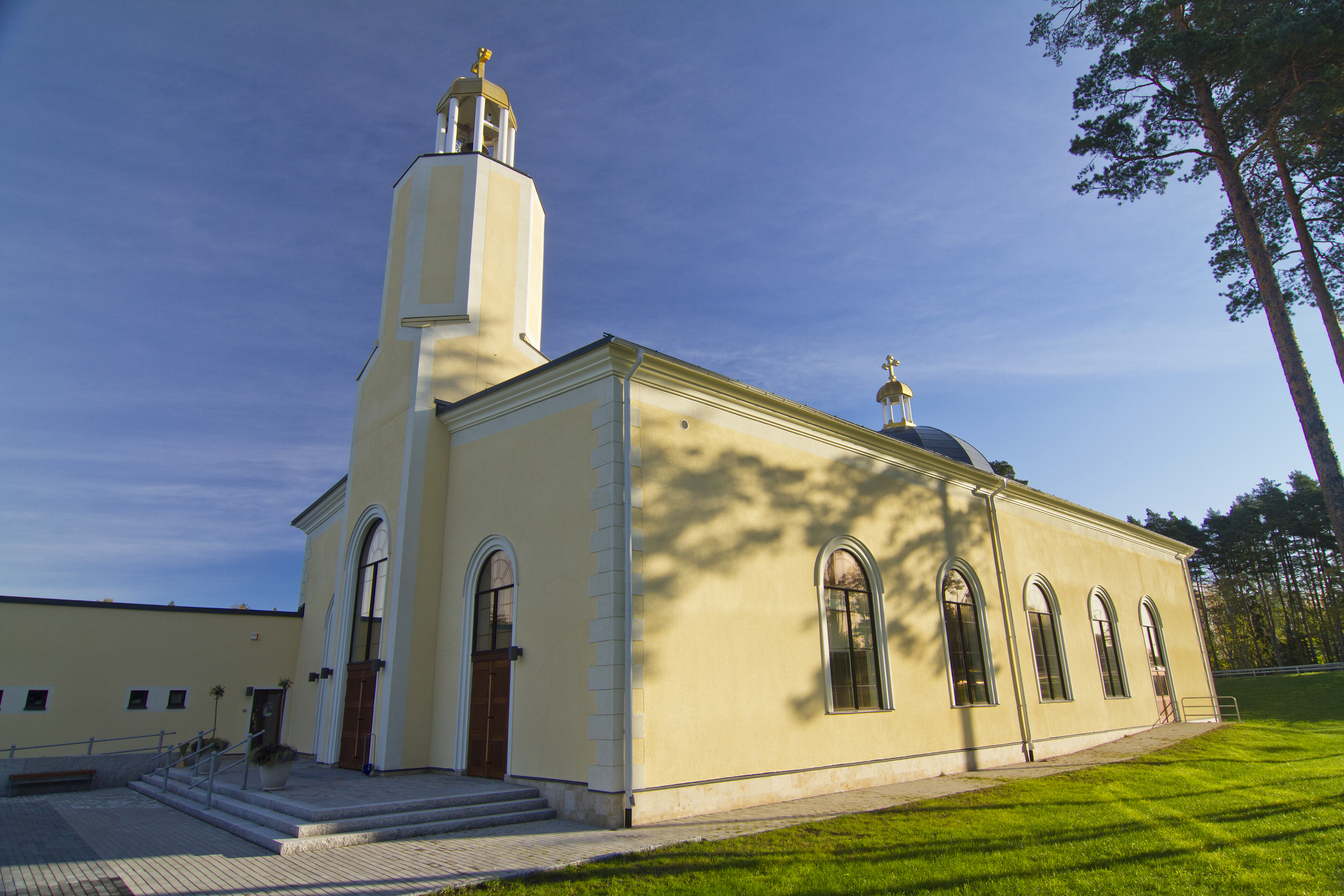
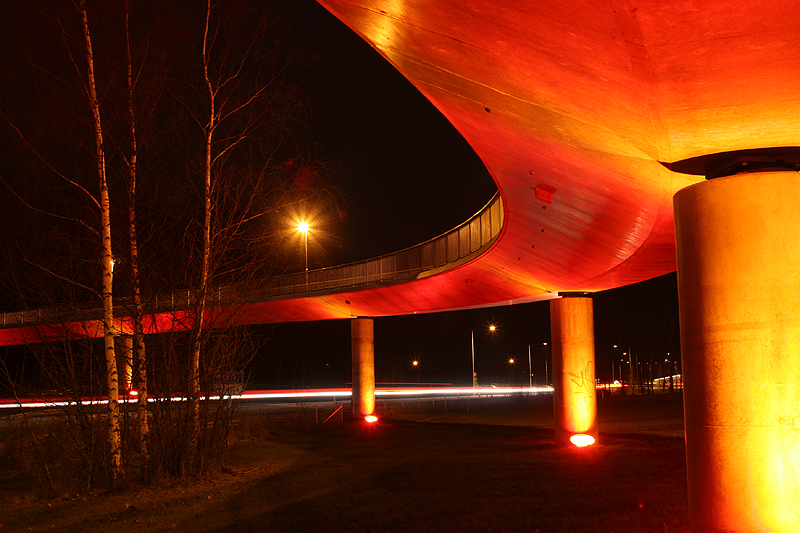